# Phlegra Montes

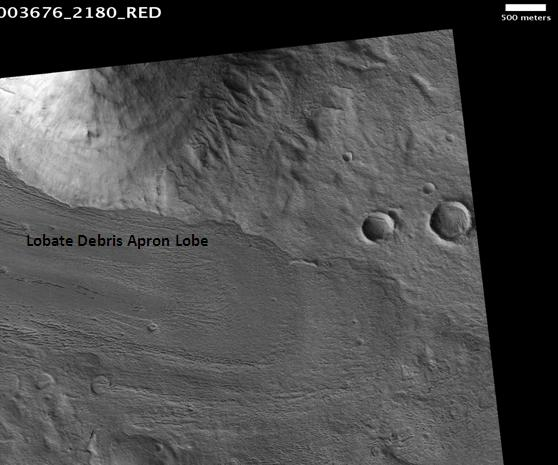
Una plataforma de derrubios frontales lobulados en Phlegra Montes, vista por HiRISE. Lo más probable es que la plataforma de escombros esté enriquecida con hielo de agua. La barra de escala tiene 500 metros (1600 pies) de largo.

Los Phlegra Montes son un sistema de macizos erosionados de la época Hesperiano - Noeico y terreno nudoso en las latitudes medias de las tierras bajas del norte de Marte, que se extiende hacia el norte desde Elysium Rise hacia Vastitas Borealis durante casi 1400 km (870 mi). Las cadenas montañosas separan las provincias de grandes llanuras de Utopia Planitia (oeste) y Amazonis Planitia (este), y recibieron su nombre en la década de 1970 por una de las características de albedo en Marte. Los terrenos del macizo están flanqueados por numerosas crestas onduladas paralelas conocidas como Phlegra Dorsa.
Las cadenas montañosas se mapearon por primera vez con imágenes tomadas durante el programa Viking de la NASA en la década de 1970, y se cree que el área se elevó debido a las tensiones de compresión a escala regional causadas por las formaciones contemporáneas de las provincias volcánicas de Elysium y Tharsis. Investigaciones recientes han revelado la presencia de extensas fallas de empuje que delimitan los terrenos del macizo. Desde la década de 2010, los investigadores han propuesto la presencia de un importante evento de glaciación amazónica tardía a lo largo de las latitudes medias del norte de Marte, citando la presencia de rellenos de valles alineados, derrubios frontales lobulados y rellenos de cráteres concéntricos. La presencia de Los cráteres de molde anular implican que pueden persistir depósitos significativos de hielo de agua en estos terrenos. Se han observado características interpretadas como eskers en el sur de Phlegra Montes. Sin embargo, si esta glaciación fue localizada o de escala regional sigue siendo objeto de debate en la comunidad científica.